# Pied sud du Jura proche de La Sarraz

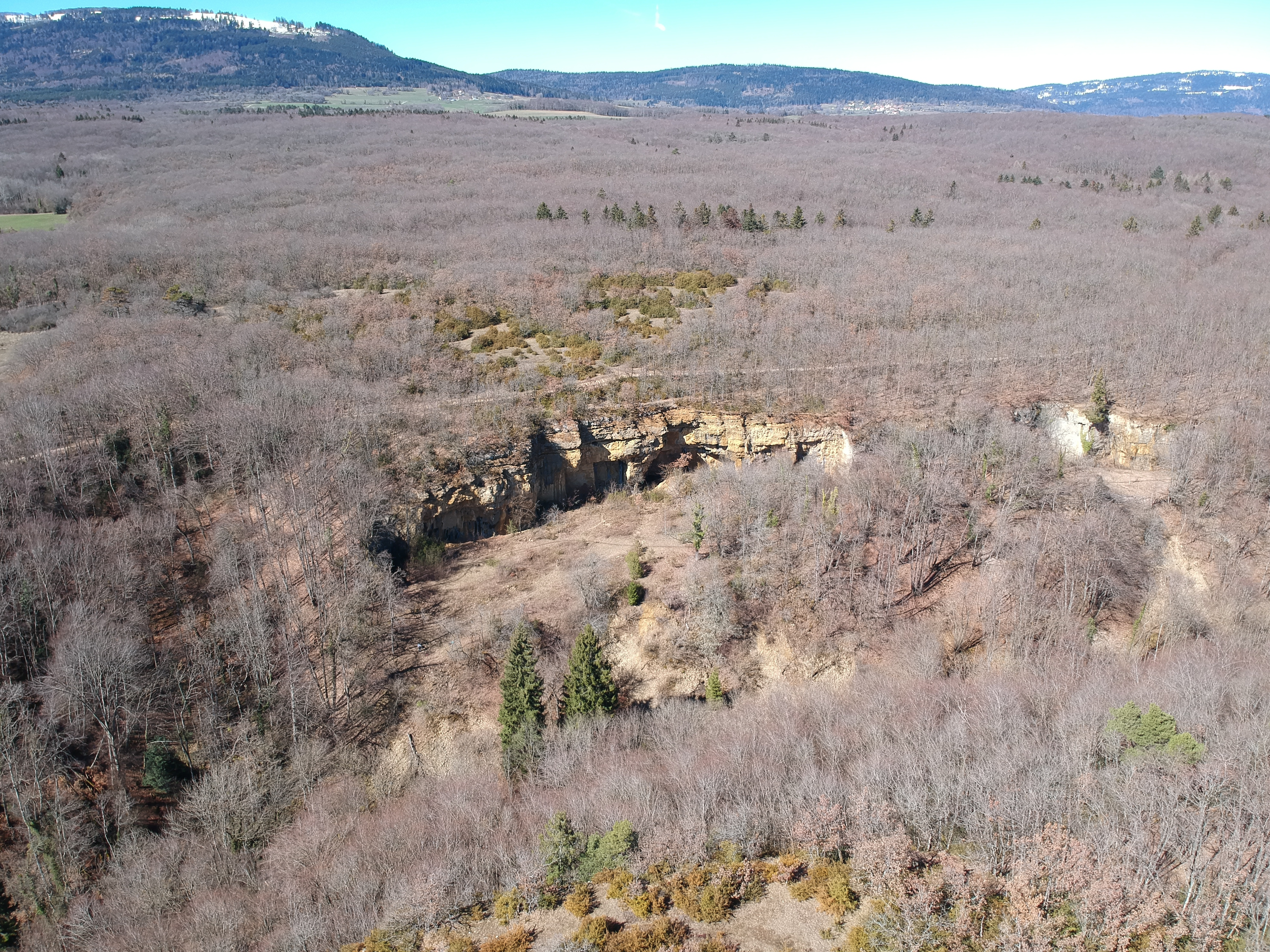
Alter Steinbruch im Seitental Vallée d’Engens

Die Region «Pied sud du Jura proche de La Sarraz» ist ein im Bundesinventar der Landschaften und Naturdenkmäler von nationaler Bedeutung (BLN) verzeichnetes Landschaftsschutzgebiet in der Westschweiz, das einen Abschnitt des Schweizer Mittellands nahe am Jurasüdfuss (frz. Pied sud du Jura) im Kanton Waadt umfasst.
Das BLN-Gebiet ist als Nr. 1015 im Bundesinventar aufgeführt und der IUCN-Schutzgebietskategorie V «Geschützte Landschaft» zuzuordnen. Ganz in der Nähe befindet sich das BLN-Objekt 1023 Mormont.
Die westliche Hälfte des Areals befindet sich zudem im Territorium des Naturparks Parc naturel régional Jura vaudois, der seit 2013 als Park von nationaler Bedeutung anerkannt ist.

## Geografie

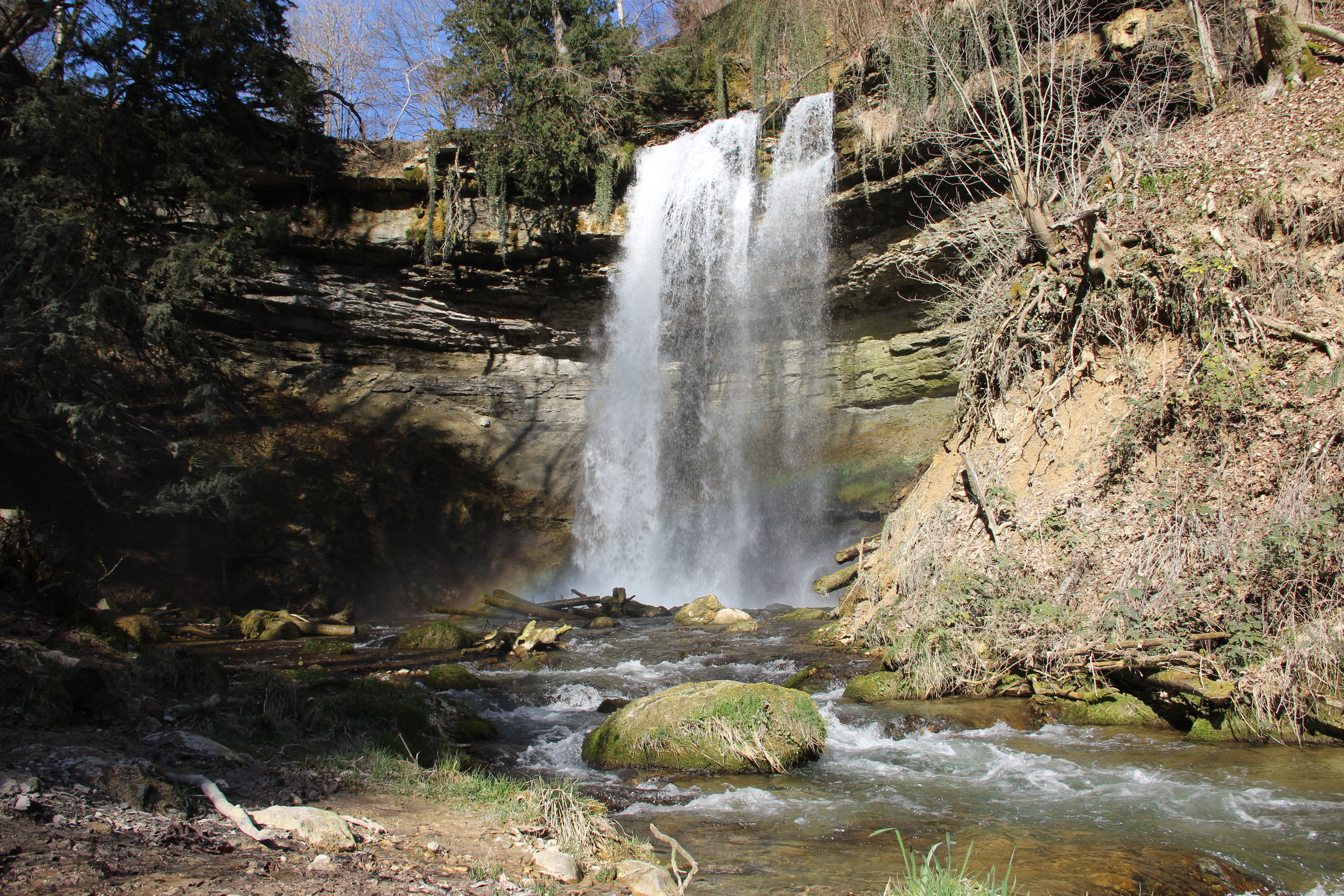
Wasserfall Cascade du Dard

Das BLN-Gebiet «Pied sud du Jura proche de La Sarraz» mit einer Fläche von 11,5 Quadratkilometern umfasst Flächen in den Waadtländer Gemeinden Arnex-sur-Orbe, Croy, Ferreyres, Juriens, Moiry, Pompaples, La Praz, Romainmôtier-Envy und La Sarraz. (Davon sind Juriens, Moiry, La Praz und Romainmôtier-Envy auch Gemeinden des Naturparks Jura vaudois). Die Ortschaften selbst liegen alle ausserhalb des Schutzgebiets, das sich über eine grosse, siedlungsfreie und fast vollständig bewaldete Zone erstreckt. Das Regionalspital Saint-Loup bei La Sarraz, das auf ein früheres Kurbad bei einer schwefelhaltigen Quelle zurückgeht, liegt als einzige grössere Gebäudegruppe innerhalb der Zone. Einige Rodungslichtungen unterbrechen die weiten Wälder in der Naturlandschaft.
Im nordöstlichen Teil durchquert der aus dem Jura kommende Fluss Nozon, einer der drei Quellflüsse der Zihl im Einzugsgebiet der Aare, die Hügellandschaft im tief eingeschnittenen Tal La Vaux, das durch einen tektonischen Grabenbruch entstand. Das breite Tal ist auf beiden Seiten von hohen Felswänden begrenzt. Über eine Felsstufe in der Nähe des Dorfes Croy stürzt der Wasserfall Cascade du Dard; die Stelle ist eine besondere Sehenswürdigkeit in der Region. Kleine Täler südlich des Nozon führen nur teilweise Wasser, weil der Kalkfels im Untergrund stark verkarstet ist; im Waldboden sind stellenweise Felsformationen mit Karrenfeldern zu sehen. Der grösste Nebenbach des Nozon ist das Gewässer im Tal Vallée d’Engens. Auf einzelnen flachen Partien entstanden kleine Feuchtgebiete und in den Felspartien treten Karstquellen an die Oberfläche. Aus den Gewässern wurden an verschiedenen Punkten Kanäle für kleine Wasserwerke abgleitet, so bei Pompaples für das 1542 errichtete Werk Moulin Bornu mit einer Schmiede und einem Eisenhammer.

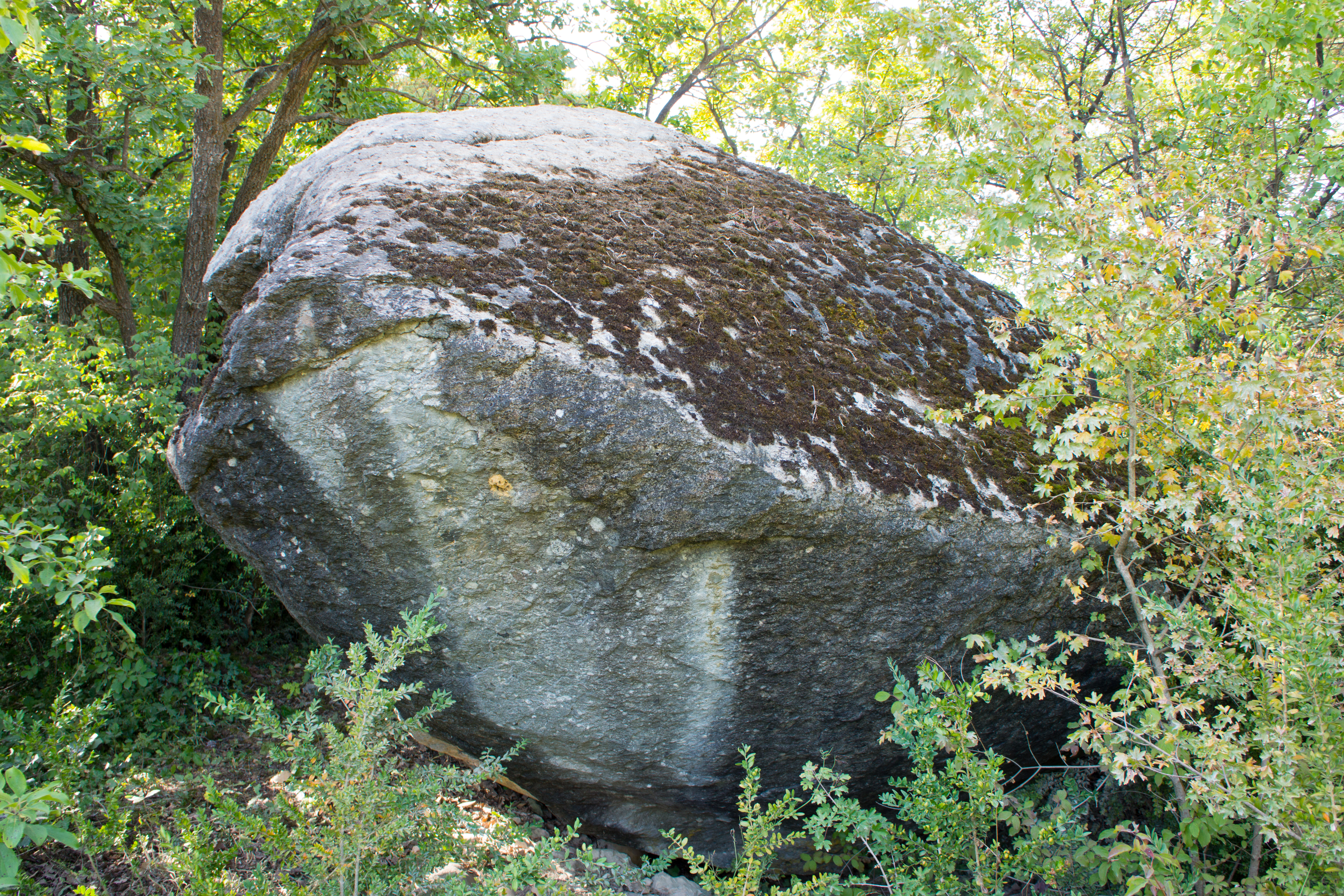
Findling Pierre des Buis

Das Plateau im westlichen Abschnitt des Areals liegt am Rand des weiten Tals der Venoge, die gegen Süden zum Genfersee fliesst und zum Einzugsgebiet der Rhone gehört. Durch das Landschaftsschutzgebiet verläuft die Europäische Hauptwasserscheide zwischen den Flussgebieten des Rheins und der Rhone.
Die Waldlandschaft erstreckt sich von der Strasse Moiry-La Praz im Westen fünf Kilometer weit bis an die Siedlungsränder der Ortschaften Pompaples und La Sarraz im Osten. Die höchste Erhebung ist ein Hügel im Wald Crau Cru mit 850 m und die tiefste Stelle liegt im Bachbett des Nozon bei Pompaples auf 495 m

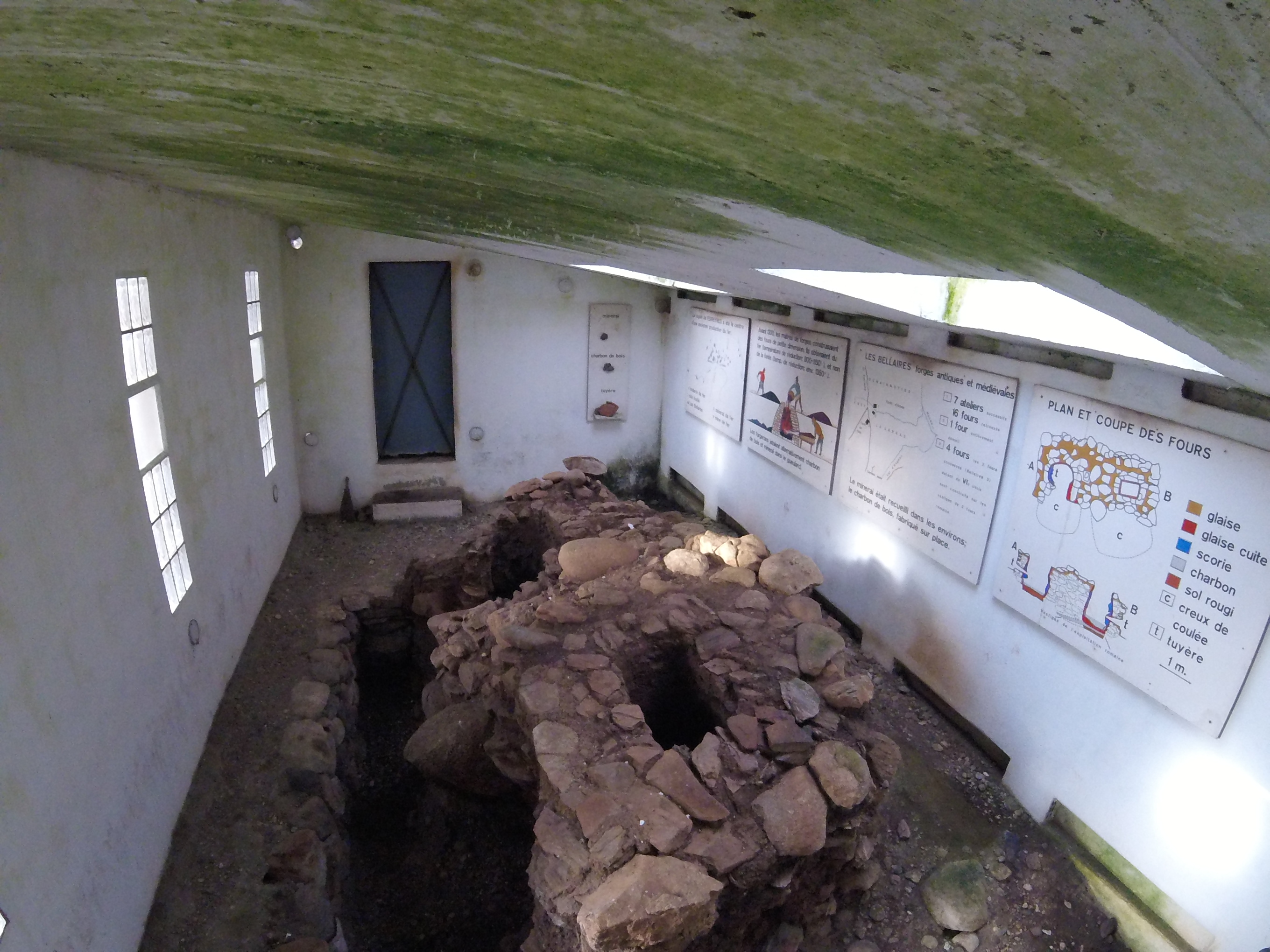
Ruine eines Hochofens im Wald Bellaires südlich von Romainmôtier

Westlich von La Sarraz sind die Steinschichten des Felsplateaus in einem grossen Steinbruch des Zementkonzerns Holcim angeschnitten, während zwei aufgelassene, historische Steinbrüche wieder vom Wald besiedelt wurden. Die Sedimentgesteine entstanden im Zeitalter der unteren Kreide vor mehr als 100 Millionen Jahren. Die Oberfläche der Landschaft wurde im Eiszeitalter vom Wallisergletscher überformt, der grossflächige Grundmoränenschichten, in einigen Bereichen Moränenwälle und verstreute grosse Findling wie die Pierre des Buis bei La Sarraz, ein geschütztes Naturdenkmal des Kantons Waadt, zurückliess.
Im Nordosten liegt die Grenze des Landschaftsschutzgebiets an mehreren Abschnitten neben der Hauptstrasse 9. Nur eine einzige Verbindungsstrasse durchquert das Waldgebiet selbst; sie führt von Moiry im Süden nach Juriens und Romainmôtier im Norden und hatte im Mittelalter eine überregionale Bedeutung als Verkehrsweg vom Genferseeraum über den Jurapass Col de Jougne in das Burgund. Ein Netz von Wanderwegen führt durch den Wald, eine besonders grosse Bedeutung hat die Teilstrecke Romainmôtier-La Sarraz der internationalen mittelalterlichen Pilgerroute Via Francigena. Die Nozonschlucht mit dem Dard-Wasserfall und verschiedene archäologische Fundstellen  im Waldgebiet sind mit dem lokalen Weg Sentier du patrimoine de Romainmôtier erschlossen.
Seit der Antike waren die Wälder als Lieferant von Holzkohle wichtig, die vor allem zur lokalen Verhüttung des im Boden gefundenen Bohnerzes dienten. Auf die Tätigkeit der Eisenverarbeitung geht der im 9. Jahrhundert erstmals urkundlich erwähnte Ortsname von Ferreyres (von lateinisch ferrum, Eisen) zurück.

## Flora und Fauna

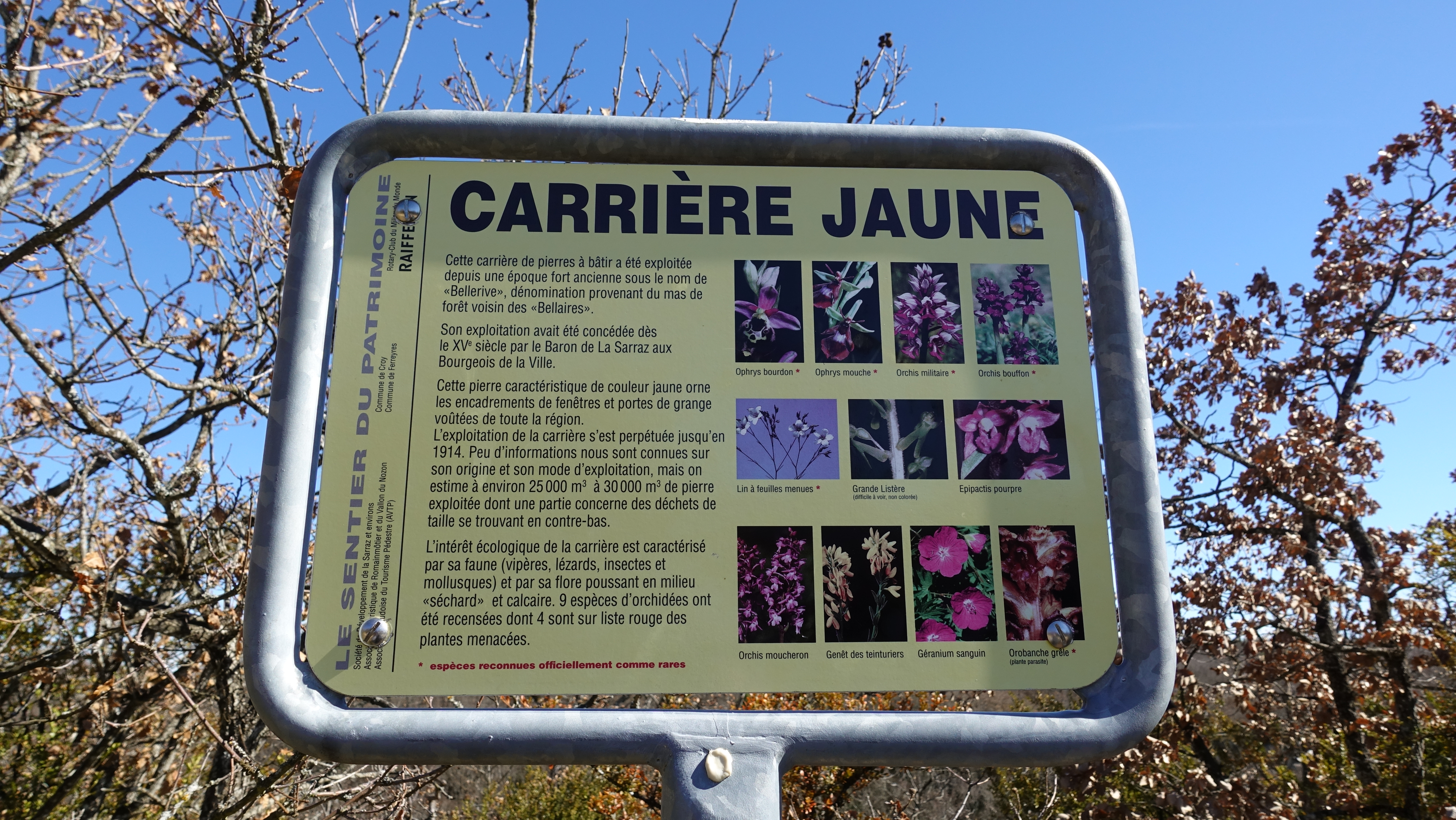
Pflanzen im Steinbruch von Engens

Die Wälder westlich von La Sarraz auf der leicht nach Süden absinkenden Landschaft zeichnen sich durch eine grosse Vielfalt von Pflanzengesellschaften aus. Auf den Moränenhügeln stehen Eichenwälder mit Flaumeichen und Traubeneichen sowie seltenen Pflanzen. Die lockeren, mit vielen Gebüschen durchsetzten Wälder gehören zum Teil zum typischen Verband des Kronwicken-Eichenmischwalds (Coronillo coronatae-Quercetum) und enthalten auch Tannen und Kiefern sowie Gewächse mediterraner Herkunft und verbreitet den Buchsbaum. Die Pflanzengesellschaft Eichen-Buchs (Verband Querco-Buxetum) und die Buchs-Buschwälder sind typische Vegetationseinheiten des Gebiets. Andere Gehölze im Gebiet sind Ahorne, Hainbuchen, Hartriegel, Haseln, Kreuzdorn, Eschen, Efeu, Stechpalmen, Wacholder, Liguster, Heckenkirschen, Wildrosen, Eiben, Linden, Ulmen und der Schneeball. Im Nozontal hat sich die Pflanzengesellschaft des Lungenkraut-Buchenwald (Pulmonario-Fagetum) ausgebreitet. Die Felswände, Höhlen und Schutthalden bilden viele lokale Biotope mit einer grossen Pflanzenvielfalt. In der ausgedehnten Waldlandschaft leben unter anderem der Mittelspecht und das Haselhuhn.
Die für die Biodiversität besonders wertvollen Lichtungen und die Waldränder neben den Wiesen sind von wärmeliebenden Kräutern und Sträuchern besiedelt und weisen eine vielfältige, für Schmetterlinge wichtige Blumenflora auf. In der BLN-Landschaft sind zwischen den Waldzonen zahlreiche Trockenwiesen verstreut, die im Bundesinventar der Trockenwiesen und -weiden von nationaler Bedeutung (TWW) verzeichnet und in der Weltdatenbank der Schutzgebiete (WDPA) als Biotop- und Artenschutzgebiete ausgewiesen sind. Die Magerrasen bestehen teilweise aus Pflanzen der montanen Stufe (u. a. Hallers Segge, Berg-Segge oder Berg-Gamander) und aus Elementen der Steppenvegetation wie dem Bartgras, dem Wimper-Perlgras und dem Rauen Klee.  Auf den Wiesen leben einige seltene und als gefährdet eingestufte Arten wie die Gewöhnliche Kuhschelle. Unter den Insekten der Biotope ist die seltene Steppen-Sattelschrecke zu erwähnen.

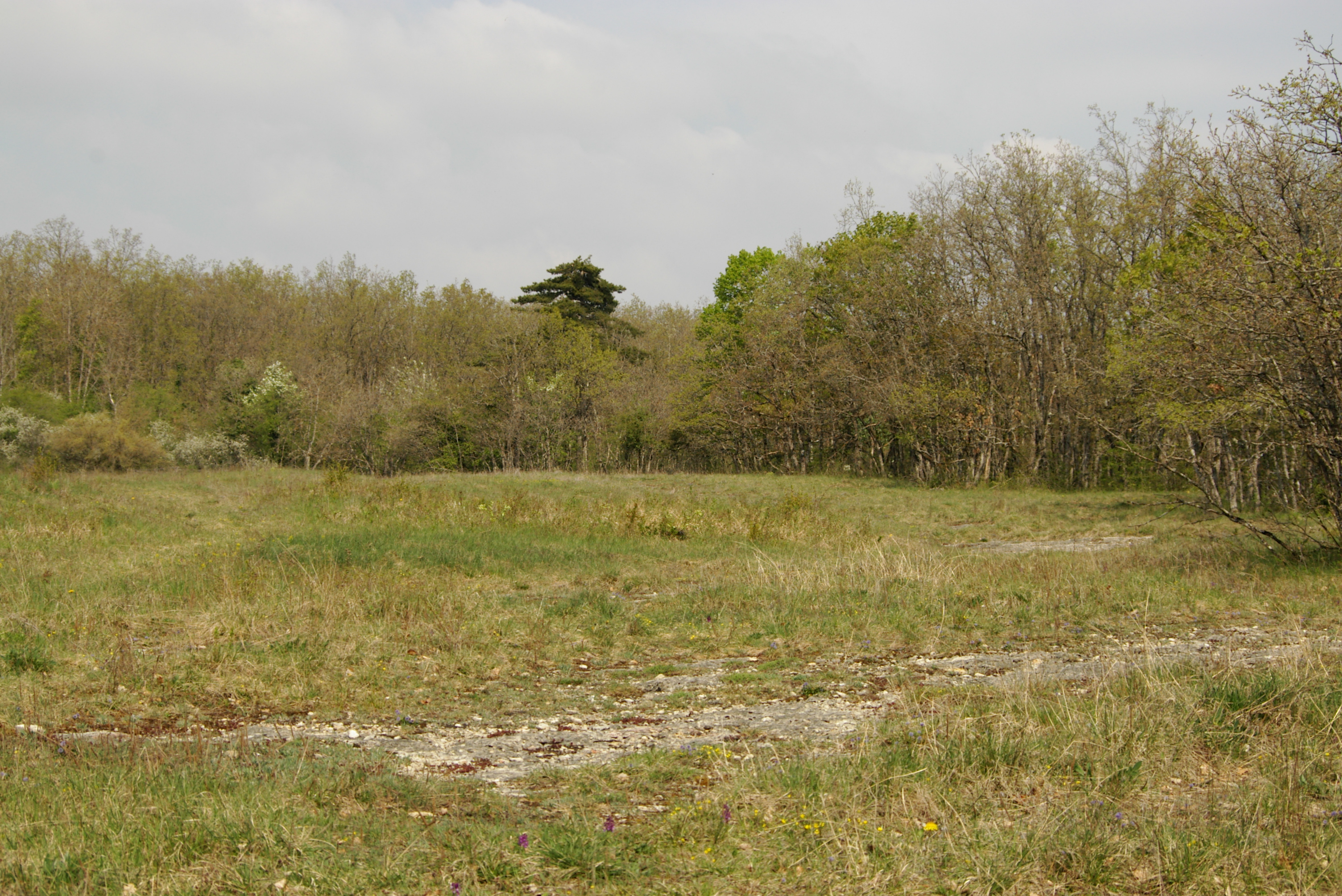
Felsgebiet mit Trockenwiese und Gebüsch

In einem Eichenwald bei Juriens und Romainmôtier errichtete die Naturschutzorganisation Pro Natura 1971 das Waldreservat Bois de Chênes–Echilly. In diesem Schutzgebiet mit der Fläche von mehr als einem Quadratkilometer werden die Eichenmischwälder, die Bestände von Ahorn und die Vegetation in den Lichtungen gepflegt. Ein Mosaik von Waldparzellen und offenen Landschaftsbereichen bei Ferreyres und La Sarraz bildet das grosse kantonale Naturwaldreservat Réserve forestière mixte de La Sarraz, in dem zum Schutz der Artenvielfalt keine forstwirtschaftliche Nutzung stattfindet. Auf den trockenen Wiesen wachsen neben vielen andern Pflanzen Wacholdergebüsche und das Badener Rispengras.

## Schutzziele
Gemäss dem Zweck des Bundesinventars der Landschaften und Naturdenkmäler von nationaler Bedeutung sind für das BLN-Gebiet mehrere Schutzziele definiert worden: Sie zielen auf die Erhaltung
- der Naturlandschaft auf der Hochebene und in den Tälern
- der geologischen Strukturen
- der wertvollen Wälder
- der offenen Flächen mit Trockenwiesen
- der Gewässerräume mit ihrer Dynamik und der Feuchtgebiete
- einer angepassten extensiven landwirtschaftlichen Nutzung der Weidegebiete
- der historischen Verkehrswege
- der archäologischen Fundstellen und des schützenswerten Baubestands im Spitalareal Saint-Loup.